# Гуаш, Хорхе
Хорхе Каталино Гуаш Басан (исп. Jorge Catalino Guasch Bazán; род. 17 января 1961, Ита) — парагвайский футболист, выступавший на позиции полузащитника. Почти всю карьеру провёл в асунсьонской «Олимпии»

## Биография
Хорхе начал профессиональную карьеру в футбольном клубе «Гуарани-де-Давару». В 1976 перешёл в «Олимпию» из Асунсьона. В составе этого клуба играл на протяжении всей оставшейся карьеры, до 1991 года. За это время провёл 466 матчей и забил шесть мячей. Выиграл с «Олимпией» девять чемпионатов Парагвая, два Кубка Либертадорес, Межконтинентальный кубок, Межамериканский кубок, Суперкубок Либертадорес и Рекопу Южной Америки.
С 1985 года вызывался в сборную Парагвая. Принимал участие в чемпионате мира 1986 года, а также в Кубках Америки 1987 и 1989 годов. За шесть лет в сборной провёл 47 матчей.

## Титулы и достижения
- Чемпион Парагвая (9): 1978, 1979, 1980, 1981, 1982, 1983, 1985, 1988, 1989
- Обладатель Кубка Либертадорес (2): 1979, 1990
- Обладатель Межамериканского кубка (1): 1979
- Обладатель Межконтинентального кубка (1): 1979
- Обладатель Суперкубка Либертадорес (1): 1990
- Обладатель Рекопы Южной Америки (1): 1990